# Армейская авиация

Условный знак армейской авиации (АА), применяемый на картах и в документах стран НАТО

Армейская авиация (сокращённо — АА) — род войск в составе сухопутных войск (сил) вооружённых сил нескольких ведущих государств (США, Великобритании, Франции, Италии и других).
Название «армейская» отражает принадлежность к армии (не к ВВС), как структурной части вооружённых сил (в отличие от армии — оперативного объединения). В ВС России этот род войск назывался Авиация сухопутных войск (с 1993 по 2003 год).

## Назначение структура армейской авиации

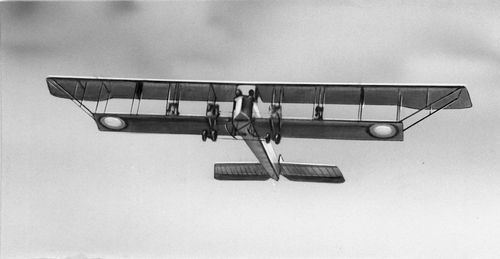
«Илья Муромец» — бомбардировщик армейской авиации Российской империи

Армейская авиация (АА) предназначена для непосредственной поддержки и обеспечения боевых действий сухопутных войск с воздуха (авиационная поддержка).
Основными задачами АА являются:
- уничтожение бронетанковой и другой техники;
- подавление войсковых средств ПВО;
- уничтожение вертолётов противника в воздухе;
- осуществление воздушных десантов и разведывательно-диверсионных групп;
- выполнение воздушной разведки и радиопротиводействия;
- целеуказание истребителям-бомбардировщикам;
- корректировка артиллерийского огня;
- сопровождение и прикрытие колонн войск на марше;
- минирование местности;
- транспортные перевозки;
- эвакуация военнослужащих.

В организационном плане АА представлена бригадами (группами), полками, батальонами, эскадрильями (ротами), которые входят в штат соединений, частей и подразделений сухопутных войск либо составляют резерв командования сухопутных войск в зонах боевых действий (на театре военных действий).

## История

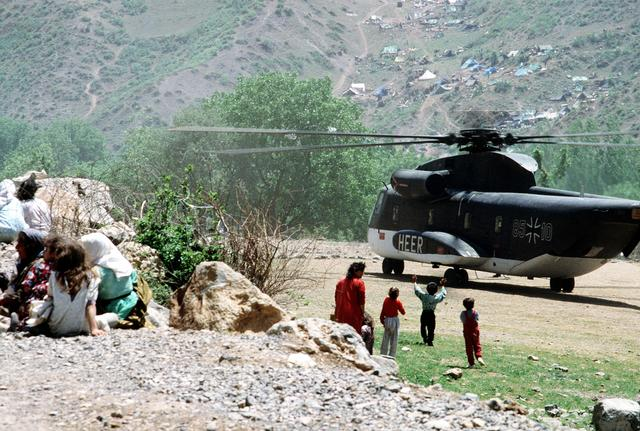
Вертолёт CH-53G Армейской авиации Германии.
Северный Ирак. Апрель 1991 года

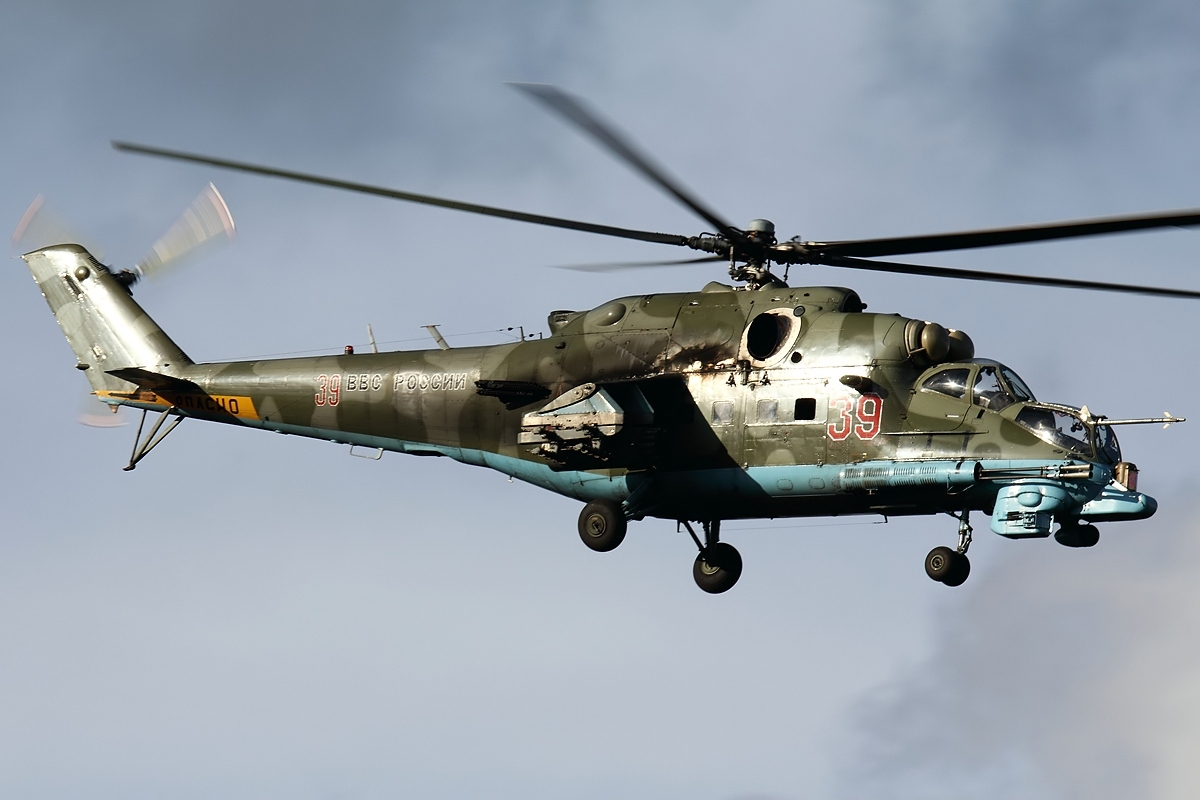
Вертолёт Ми-35 Армейской авиации ВКС России

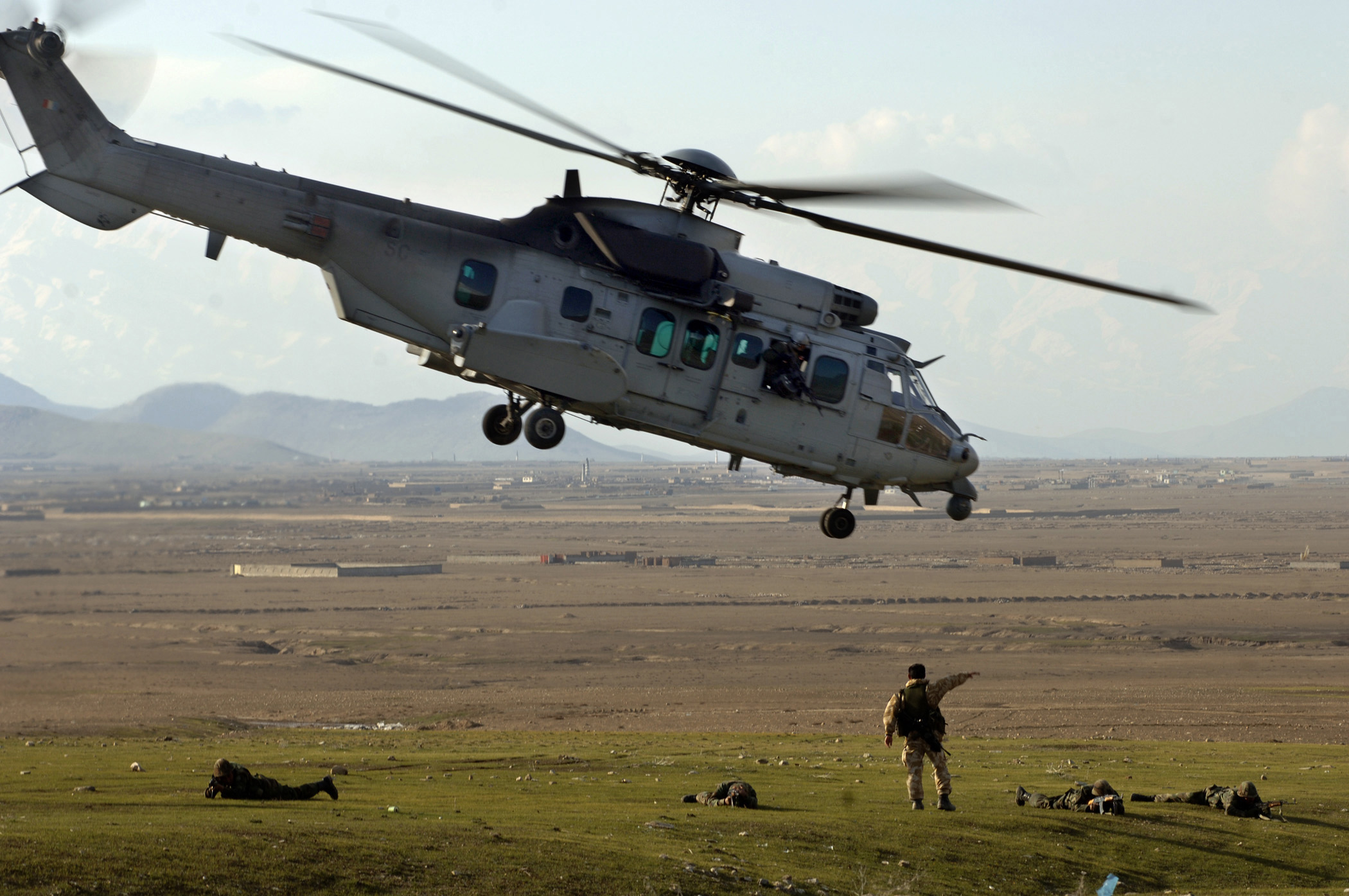
Вертолёт AS.532 Армейской авиации Франции.
Афганистан. Май 2007 года

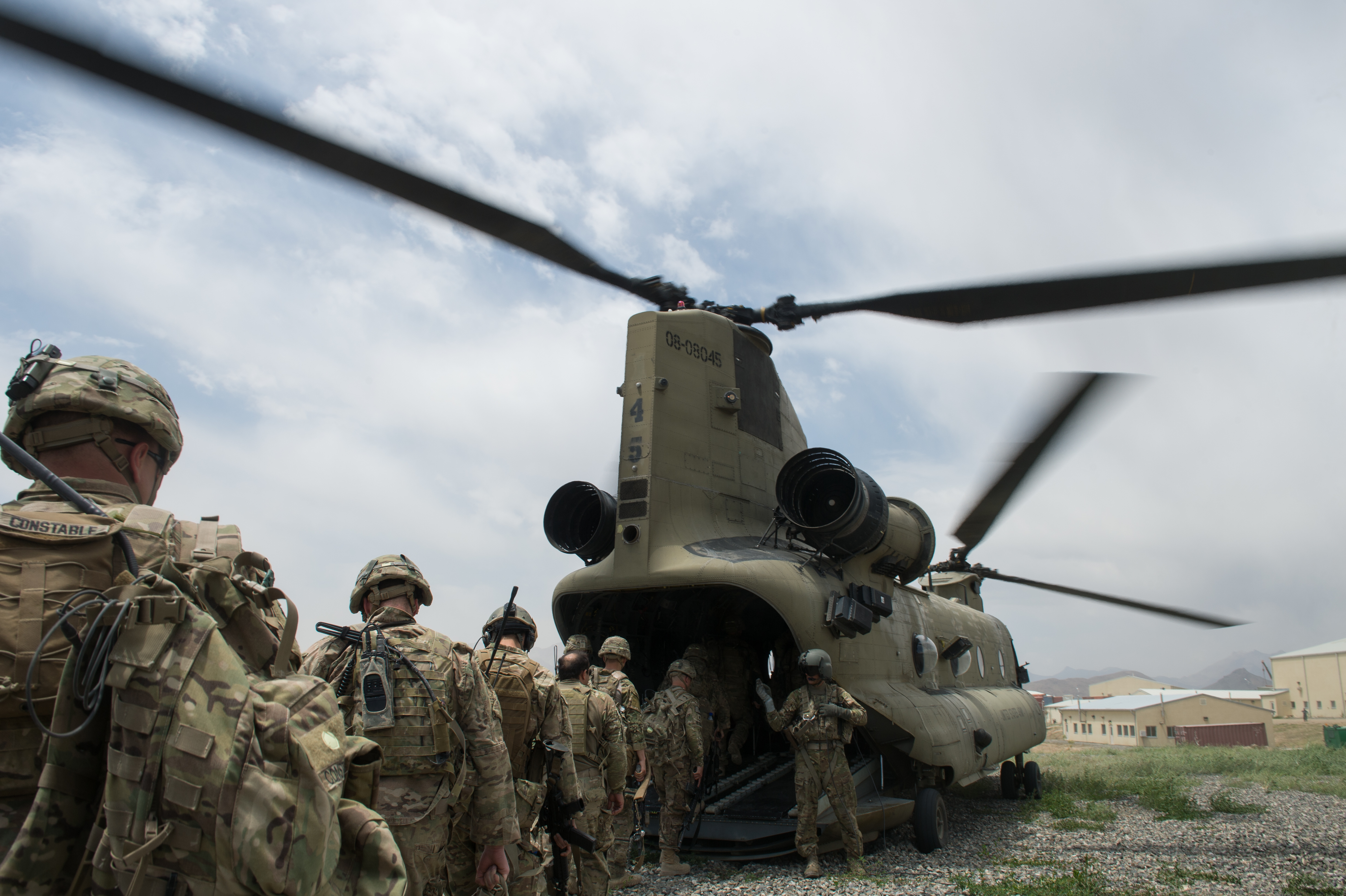
Погрузка в вертолёт CH-47 бригады армейской авиации 101-й воздушно-десантной дивизии.
Афганистан. 23 июня 2015 года

Появление армейской авиации произошло накануне Первой мировой войны, в ходе которой была опробована в боевых действиях. АА использовалась Российской империей, Францией, Великобританией и Германией для осуществления воздушной разведки и наблюдением за полем боя. С появлением на самолётах простейших устройств радиосвязи (радиотелеграф) в 1916 году, АА стала использоваться для корректировки артиллерийского огня. 
К окончанию боевых действий АА воюющих держав располагали разведывательными самолётами, истребителями, лёгкими бомбардировщиками и выполняли тактические задачи по поражению объектов на поле боя в ближайшей оперативной глубине.
Накануне Второй мировой войны во Франции, Германии и Италии АА в основном представляла разведывательные и истребительные авиационные части. С началом боевых действий они были переподчинены от командования сухопутных войск в ВВС. 
В США в это время вся авиация (кроме морской авиации) подчинялась командованию сухопутных войск и называлась корпусом армейской авиации США. После японского нападения на Перл-Харбор и вступления США в войну в декабре 1941 года были сформированы Военно-воздушные силы Армии США и началось увеличение военной авиации, которая была в дальнейшем преобразована в военно-воздушные силы США.
Армейская авиация в Красной армии перед Великой Отечественной войной была предназначена для усиления общевойсковых армий, но при этом вместе с войсковой (корпусной) и фронтовой авиацией была составной частью ВВС, которая была видом вооружённых сил. Она состояла из смешанных авиационных дивизий и бригад, находившихся в подчинении командования общевойсковых армий. Армейская авиация Красной армии располагала самолётами тех типов (истребителей, бомбардировщиков, штурмовиков) что и фронтовая авиация. Разделение соединений ВВС фронта на фронтовую, армейскую и войсковую авиацию создавало рассредоточение усилий и не давало использовать авиацию на направлениях главного удара. По этой причине в мае 1942 года АА в Красной армии была упразднена. Все части и соединения входившие в неё были переданы в состав формировавшихся воздушных армий, собравших всю авиацию фронта.
После Второй мировой войны потребность в повышении манёвренности и огневой мощи сухопутных войск стала условием повторного создания АА в ряде вооружённых сил разных государств. Быстрое развитие АА получила в сухопутных войсках США, а после Великобритании, Франции и других государств. В ВС СССР АА середине 70-х годов, по аналогии с терминологией принятой в НАТО, была переименована в армейскую авиацию. 
В общем процесс становления АА шёл путём создания отдельных авиационных подразделений (звенья, отряды, эскадрильи), которыми усиливались части и подразделения сухопутных войск, а после включались в их штатную структуру. 
С массовым поступлением в войска вертолётов создавались первые вертолётные подразделения АА различного назначения (транспортные, многоцелевые, огневой поддержки), которые в течение некоторого времени заменили авиационные формирования из самолётов (лёгких бомбардировщиков и штурмовиков). Первое боевое применение вертолётов разного назначения зафиксировано армией США в Корейской войне.
Во вьетнамскую войну армейская авиация США осуществила основной объём задач по переброске личного состава и грузов в районы боевых действий. 
В период арабо-израильской войны 1973 года, впервые в мире вертолёты стали применяться в больших масштабах в качестве воздушных противотанковых средств.
С 1983 года в США, а после и в других государствах АА стала самостоятельным родом сухопутных войск.
В Советском Союзе армейская авиация в массовом порядке применялась в ходе Афганской войны.
В ходе Персидского конфликта 1991 года АА выполнила 80% от всего объёма авиационной поддержки войск.
Командование армейской авиацией возложено на авиационные управления сухопутных войск. В Германии к примеру в 1990-е годы оно называлось «Инспекция войсковой авиации и воздушно-десантных войск». 
Главными задачами авиационных управлений является:
- создание частей АА;
- разработка методов их боевого применения;
- руководство боевой подготовкой;
- организация взаимодействия с другими видами вооружённых сил и родами войск;
- и другие задачи.

Авиационные управления располагают учебными центрами и школами по подготовке и повышению квалификации лётно-технического персонала для АА. 
В ВС СССР АА до 1990 года находилась в составе ВВС и определялась как вид авиации, после чего была передана в Сухопутные войска как род войск. 
В ВС Российской Федерации в 1993 Армейская авиация была переименована в Авиацию сухопутных войск и являлась родом сухопутных войск.
В 2003 году Авиация сухопутных войск вошла в состав ВВС РФ.